# Cataxia maculata
Cataxia maculata là một loài nhện trong họ Idiopidae.
Loài này thuộc chi Cataxia. Cataxia maculata được William Joseph Rainbow miêu tả năm 1914.